# Кутузовский проспект
Куту́зовский проспе́кт — проспект в Западном административном округе Москвы, одна из важнейших транспортных магистралей столицы. Расположен на территории районов Дорогомилово и Фили-Давыдково.
Проспект начинается как продолжение улицы Новый Арбат за Новоарбатским мостом, далее идёт на юго-запад (с уклоном к западу) и заканчивается в месте пересечения Рублёвского и Аминьевского шоссе. Продолжением проспекта является Можайское шоссе.

## Примыкающие улицы и площади
К проспекту с севера примыкают улицы: Студенческая, Киевская, Кульнева, 1812 года, Генерала Ермолова, Барклая, Минская, Алексея Свиридова и Клочкова; набережная Тараса Шевченко, Украинский бульвар, Рублёвское шоссе. С юга — улицы: Большая Дорогомиловская, Раевского, Дунаевского, Киевская, Поклонная, 1812 года, Генерала Ермолова, Минская и Кременчугская; набережная Тараса Шевченко, Украинский бульвар, Староможайское шоссе, Кутузовский переулок.
Проспект проходит через площади: Дорогомиловская Застава и Победы.

## Происхождение названия
Название было дано в 1957 году. Во время Отечественной войны 1812 года в районе современного Кутузовского проспекта состоялся военный совет в Филях под руководством М. И. Кутузова. Рядом с местом, где стояла знаменитая изба, на Кутузовском проспекте был открыт музей-панорама «Бородинская битва». Большинство улиц Дорогомилова носит имена героев войны 1812 года, поэтому неудивительно, что главная улица района — Кутузовский проспект — получила имя главнокомандующего российской армии Михаила Илларионовича Кутузова.

## История
Историческая дорога на Можайск, Смоленск и другие города к западу от Москвы первоначально проходила от Кремля по современным улицам Воздвиженка, Арбат, Смоленская и Большая Дорогомиловская через Смоленскую площадь, по Дорогомиловскому (позже Бородинскому) мосту, мимо Киевского вокзала до Дорогомиловской заставы Камер-Коллежского вала.
С созданием в 1742 году Дорогомиловской заставы Камер-Коллежского вала были разграничены Дорогомиловская улица и Можайская дорога. В конце XIX века появилось название Можайское шоссе.
В 1957 году была пробита новая прямая магистраль на запад: через Москву-реку был перекинут Новоарбатский мост, после чего из Большого Новинского переулка, Новодорогомиловской улицы, восточной части Можайского шоссе и улицы Кутузовская слобода был выделен Кутузовский проспект.
Проспект застраивался монументальными сталинскими домами как парадная западная магистраль столицы.
В период 1976—1992 годов участок Можайского шоссе (от площади Победы) был выделен и назван в память об Андрее Антоновиче Гречко (1903—1976), Маршале Советского Союза, дважды Герое Советского Союза, с 1967 года министре обороны СССР.
Территориально до 1991 года Кутузовский проспект относился к Киевскому району г. Москвы.
В 1992 году проспект Маршала Гречко был включён в состав Кутузовского проспекта, однако памятный знак о проспекте Маршала Гречко сохранился по сей день.

## Факты об аварийно-опасной трассе
Кутузовский проспект является аварийно-опасной трассой. На нём ДТП происходят с пугающим постоянством: жертвами аварий за несколько лет стали свыше 100 человек. Наиболее опасным местом Кутузовского проспекта считается отрезок между 8-м и 10-м километрами. Начинается опасный участок после Триумфальной арки и заканчивается перед поворотом на Минскую улицу. В 2003 году на данном участке произошло 16 ДТП со смертельным исходом, где погибло 25 человек, в 2004 году — 23 ДТП и так далее.

### Крупнейшие ДТП, связанные с Кутузовским проспектом
- 3 ноября 1996 — На 8-м километре трассы произошло страшное ДТП: автомобиль Volkswagen Jetta столкнулся с автомобилем ВАЗ-2107. Иномарка по неустановленной причине вылетела на полосу встречного движения и столкнулась с ВАЗ-2107. Удар был такой силы, что иномарка загорелась вместе с двумя людьми в салоне. 3 погибших, 1 пострадавший.
- 17 сентября 1998 — На 8-м километре трассы произошло ДТП с наездом: водитель Audi 100 совершил наезд на пешехода, который погиб. Пешеход сам нарушил ПДД, переходя дорогу на оживлённой трассе.
- 25 сентября 1998 — На 9-м километре трассы произошло ДТП: Водитель грузовичка УАЗ перестраивался из стороны в сторону и в конце концов в него влетел автомобиль Пежо. Удар был такой силы, что УАЗ перевернулся. 1 погибший, 1 пострадавший.
- 16 января 1999 — На 10-м километре трассы произошло ДТП: водитель Audi, не справившись с управлением в гололёд, на высокой скорости въехал в мачту городского освещения. 1 погибшая, 2 пострадавших.
- 2 марта 2002 — На 10-м километре трассы произошло ДТП: Водитель автомобиля ВАЗ-2109 на высокой скорости не справился с управлением и на пересечении с Минской улицей вылетел на полосу встречного движения и столкнулся со джипом Mercedes-Benz посредством лобового удара. Удар был такой силы, что девятка практически полностью была смята. Женщину-водителя Mercedes-Benz спасли сработавшие подушки безопасности, плюс автомобиль женщины-водителя не получил видимых повреждений. 1 погибший (водитель ВАЗ-2109).
- Сентябрь 2003 — На 8-м километре трассы произошло ДТП: водитель Mercedes-Benz резко превысил скорость, вылетел на полосу встречного движения и протаранил автомобиль ВАЗ-2107, который улетел в кювет, затем, перевернувшись на правый бок, стал двигаться по инерции, пока не врезался в уборочный автомобиль. Погибли оба водителя, водитель спецтехники не пострадал.
- 30 декабря 2003 — На 8-м километре трассы произошло  ДТП: Джип Лексус превысил скорость и вылетел на полосу встречного движения, где столкнулся с автомобилем Mercedes-Benz, который моментально вспыхнул вместе с водителем, затем на высокой скорости в две машины столкнулись ещё несколько автомобилей. 5 погибших.
- Февраль 2004 — На 8-м километре трассы произошло ДТП: водитель автомобиля Жигули неустановленной модели вдруг неожиданно стал набирать скорость, затем, не справившись с управлением, на высокой скорости врезался в бетонное ограждение. Автомобиль отлетел на фонарный столб и врезался в него. 1 погибший (водитель Жигулей) и 1 выживший (пассажир).
- 16 августа 2012 — водитель внедорожника Mercedes Gelandewagen Иеромонах Илия (Павел Сёмин) сбил трёх рабочих и врезался в стоявшую за ограждением «Газель». Затем машина Сёмина, изменив траекторию, задела следовавший в попутном направлении автомобиль такси Skoda Octavia. От удара обе иномарки опрокинулись. В результате ДТП двое рабочих скончались на месте, ещё один госпитализирован.
- 19 декабря 2013 — В районе дома № 33 произошло ДТП: Вице-премьер правительства Дагестана Гаджи Махачев, управляя внедорожником Mercedes GL Махачев, ехал по разделительной полосе Кутузовского проспекта и врезался в пластиковые блоки, ограждавшие ремонтные работы. После этого машина вылетела на встречную полосу, по касательной задела автомобиль Chery и лоб в лоб столкнулась с микроавтобусом Chevrolet, в который, в свою очередь, врезался хетчбэк Mini Cooper. В загоревшемся после столкновения микроавтобусе погибли водитель и пассажир. Сам Махачев получил тяжёлые травмы и скончался в машине «скорой помощи». Ехавшая с ним супруга и трое их детей в возрасте от 5 до 11 лет были госпитализированы с черепно-мозговыми травмами и ушибами. Легче всех пострадала девушка, управлявшая Mini Cooper, у нее обнаружили ушибы передней брюшной стенки и левого бедра и после оказания помощи отпустили домой.
- 19 января 2014 — водитель автомобиля Chevrolet Lacetti не справился с управлением и столкнулся со встречным автомобилем Hyundai IX35 и после снова вылетел на встречную полосу, где столкнулся с туристическим автобусом Setra. В результате аварии водитель Шевроле погиб, ещё двое получили травмы (водитель и пассажир внедорожника), пассажиры и водитель автобуса, к счастью, не пострадали.
- 21 июня 2018 — В районе дома 24 произошло ДТП: 22-летний блогер и стритрейсер Рахматуллах Гаджиев устроил смертельное ДТП на автомобиле Mercedes-Benz CLS 63 AMG в районе дома № 24. Мчавшись на скорости 200 километров в час по разделительной полосе Кутузовского проспекта, Гаджиев сбил переходившую дорогу 59-летнюю женщину, которая от удара отлетела на несколько метров, ударилась головой и скончалась на месте. Автомобиль блогера после этого вынесло на встречную полосу, где он столкнулся с микроавтобусом Fiat и задел машину такси Toyota Camry. Ударившись затем в столб, Mercedes вспыхнул. Вместе с Гаджиевым в салоне иномарки заживо сгорел его друг, 21-летний Гарри Мелконян.
- 5 октября 2020 — На 7-м километре трассы произошло ДТП: участница шоу «Холостяк» Виктория Короткова за рулем Mercedes Gelandewagen в районе 7-го километра магистрали сбила перебегавшего в неположенном месте дорогу мужчину. После удара его отбросило на соседнюю полосу, где по нему проехал Jaguar. От полученных травм пострадавший скончался на месте. При этом подземный пешеходный переход находился примерно в 150 метрах от места ДТП. Звезду «Холостяка» сразу после аварии доставили в больницу с подозрением на сотрясение мозга из-за сильного удара подушкой безопасности.
- 17 июня 2021  — В районе дома № 76 произошло ДТП: На шоссе столкнулись шесть автомобилей. Аварию спровоцировал вылет машины каршеринга на встречную полосу. Виновник ДТП скончался на месте, среди пострадавших — 33-летняя женщина и директор по продажам крупного бренда в области красоты Егор Ивахин, который находился за рулём BMW.
- 20 ноября 2021  — В районе дома 26 произошло ДТП: управляя автомобилем BMW на скорости примерно 100 км/ч, автоблогер Саид Губденский и его пассажир — президент федерации автомобильного и мотоциклетного спорта Дагестана Заур Ибрагимов — вследствие заноса вылетели на полосу встречного движения, где лоб в лоб столкнулись с автомобилями Mercedes и Volvo. Губденский погиб на месте, находившийся с ним в машине пассажир с серьёзными травмами скончался в больнице. Кроме того, известно о двоих пострадавших в ДТП.

## Примечательные здания и сооружения

### Жилые дома, образовательные учреждения, музеи и крупнейшие торговые центры

#### По нечётной стороне
- № 1/7 — жилой Дом издательства «Известия», архитектор Л. М. Поляков. Второй адрес: набережная Тараса Шевченко, 7. Здесь жили литературовед А. В. Западов[5], художник-график Б. Е. Ефимов[6].С 1950 по 1961 год жил поэт А. Т. Твардовский[7].
- № 5/3 — жилой дом. Здесь жили поэт В. Д. Фёдоров[8], кинооператор Э. К. Тиссэ (мемориальная доска, 1985, архитектор С. Пастухов)[9], Герой Советского Союза Л. Ф. Тарасов[10], известный советский дрессировщик, народный артист СССР В. И. Филатов (мемориальная доска, 2020)[11].
- № 15 — жилой дом, в котором в квартире № 46 проживала писательница Галина Серебрякова[12].
- № 17 — жилой дом с пристроенным кафе «Хрустальная». Построен по индивидуальному проекту архитекторов Л. Г. Голубовского и А. Р. Корабельникова[13].
- № 19 — жилой дом. Здесь жил лингвист В. Г. Гак[14].
- № 21 — жилой дом построен по проекту архитектора З. М. Розенфельда в 1947—1956 годах. Его строительство было осуществлено по проекту возведённого ранее дома № 25 — внешне здания отличаются лишь мелкими деталями. На первом этаже здания работает кинотеатр «Пионер»[15].
- № 23, корпус 1 — жилой дом. Строительство начато перед войной, достроен в 1946-м году, по проекту архитектора Ю. Н. Емельянова. Внутренняя структура центральной части здания спроектирована архитектором К. И. Джусом-Даниленко, планировка боковых секция — З. М. Розенфельдом[16]. В доме жил дипломат и государственный деятель В. А. Зорин[17]. С 1946 по 1953 жил советский народный художник Василий Николаевич Яковлев[источник не указан 3007 дней]. В сдвоенной квартире (кв. 87 и 86) проживал с 1947 года Дмитрий Шостакович[18] (тогда первоначально номер дома был 37/45[19][20]). Также композитор-авангардист Гавриил Попов[21]. Из-за декора его прозвали «дом-урожай»[22].
- № 25 — жилой дом, спроектированный архитекторами Ю. Н. Емельяновым и З. М. Розенфельдом, заложили в довоенное время, однако завершили строительство лишь в 1949 году. На первом этаже здания был запроектирован небольшой кинотеатр, после открытия получивший название «Призыв»[15]. В доме жил советский литературовед и критик Я. Е. Эльсберг[23]. Ныне первый этаж здания занимает театр кошек под управлением Юрия Куклачёва «Кошкин дом».
- № 27 — жилой дом Министерства путей сообщения СССР. Введён в эксплуатацию в 1944—1945 годах. В 1945—1955 годах здесь жил композитор И. О. Дунаевский (мемориальная доска, скульптор П. В. Данилов; 1956)[24]. Здесь в последние годы жизни жил скрипач О. М. Каган[25].
- № 29 — пятиэтажный жилой дом в духе конструктивизма выстроен в начале 1930-х годов по проекту архитектора С. С. Эстрина[26][27].
- № 31—35 — жилые дома первой очереди застройки проспекта[27]:
  - № 31 — Жилой дом Управления строительством Дворца Советов построен в 1937 году по переработанному архитекторами С. А. Ильинской, Ф. О. Ревенко и Е. А. Чеботарёвой проекту 1932—1933 годов, носившему черты конструктивизма. К восьмиэтажному корпусу по линии улицы с правой стороны примыкает пятиэтажный объём, построенный до того, как был разработан проект всего здания[26][28]. В этом доме жил выдающийся композитор Исаак Дунаевский Фото 1940-х
  - № 33, 33с1 — жилые дома Управления коменданта Московского Кремля построены в 1934—1935 годах по проекту архитектора И. З. Вайнштейна, при участии архитектора В. М. Муравьёва. По первоначальному проекту жилой комплекс должен был состоять из трёх корпусов с открытой колоннадой и проходами в верхней части, однако уже в ходе строительства В. М. Муравьёв проект переработал: от колоннад отказались, а высоту центральной части увеличили на два этажа[29][27]. В доме № 33 жил футболист Лев Яшин[30]. Фото 1940-х В доме жил поэт Сергей Чудаков[31].
  - № 35 — Жилой дом сотрудников НКВД (1938—1940, архитекторы А. М. Алхазов, А. В. Мезьер[32][16]). Фото 1940-х
- № 41 — жилой дом для работников московской ТЭЦ-12, проект которого разработали архитекторы А. А. Зарубин и Н. М. Морозов, заложили в 1939 году. Согласно утверждённому в 1935 году Генеральному плану реконструкции Москвы, вдоль Окружной железной дороги предполагали прорыть канал — Дорогомиловское спрямление. В силу этого боковому фасаду здания, которое должно было участвовать в формировании речного фасада города, архитекторы придали нарядную декоративную отделку. Строительство здания было прервано войной (к 1941 году успели возвести боковую секцию до уровня четырёх этажей) и возобновилось в 1945 году; в эксплуатацию дом сдали в 1950 году, одновременно с пристроенным к нему жилым домом № 43[33]. В доме жил вратарь Алексей Хомич[34], а с 1987 по 2004 год здесь жил и работал известный кинодраматург Валентин Ежов, которому в 2021 году на доме установлена мемориальная доска[35].
- № 43 — проект жилого дома разработали в 1936 году архитекторы Э. И. Дорфман и Я. Г. Лихтенберг. Дом строился для расположенного неподалёку авиационного завода, однако из соображений секретности его название не указывали — в проектной документации упомянут заказчик, «где директором товарищ Михайлов». Строительство огромного по тем временам дома затянулось — до начала войны в эксплуатацию сдали левый корпус и часть центрального. Сооружение здания возобновилось в 1945 году по переработанному проекту, авторами которого выступили Э. И. Дорфман и конструктор С. А. Беляев. Последние секции дома (правое крыло) были сданы лишь в 1950 году[36]. В доме жил патологоанатом А. Н. Струков[37].
- № 45 — жилой дом Московского военного округа (МВО) заложили одним из первых на левой стороне улицы — в 1934 году. Проект дома, разработанный архитектором Т. М. Кузьменко, напоминает первоначально разработанный Кузьменко проект аналогичного комплекса, который намечали возвести на Преображенской улице для Электрозавода. Построенный в 1938 году дом задал архитектурный масштаб всей окружающей застройке Кутузовского проспекта[38]. Фото 1940-х
- № 47 — жилой дом, в настоящее время — Площадь Победы дом 1.

#### По чётной стороне
- № 2/1 — Гостиница «Украина» (1953—1957, архитекторы А. Г. Мордвинов, В. К. Олтаржевский, конструктор П. А. Красильников; архитектор В. Г. Калиш — разработка жилых корпусов). В разработке архитектурно-художественного решения участвовали также архитекторы М. В. Першин, В. А. Дубов, Е. Г. Мордвишов и Е. А. Столярова. В группе инженеров гостиницы работали Н. М. Иванов, Н. А. Дыховичная, С. Л. Гломберг, И. А. Лучников и другие. Всего в проектировании здания участвовали более двадцати проектных и научных организаций, работу которых координировал И. А. Лучников — главный инженер проекта[39]. В жилой части здания жили советский военачальник дважды Герой Советского Союза А. Г. Кравченко (мемориальная доска), режиссёр Сергей Герасимов (мемориальная доска, 1987, скульптор Л. Бренер, архитектор Ю. Воскресенский)[40], актёры Борис Бабочкин (мемориальная доска,1979, скульптор О. К. Комов, архитектор Н. И. Комова)[41], Тамара Макарова[42], писатель Л. С. Соболев (мемориальная доска, 1974, архитектор С. П. Дмитренко)[43], военный деятель Н. Г. Цыганов[44], учёный в области механизации А. М. Царевский[45], учёный в области ядерной энергетики И. Я. Емельянов[46], лётчики-истребители И. Е. Фёдоров[47], Е. Н. Степанов[48], Евгений Евтушенко, Михаил Пуговкин, Валентин Гафт[49].
- № 4/2 — Жилой дом. Здесь жили актёры Н. И. Боголюбов[50], З. А. Фёдорова[51], С. С. Гурзо[52]. Как пишет Александр Васькин, в доме с 1958 года проживали Майя Плисецкая и Родион Щедрин, а также Лиля Брик и её муж Василий Катанян, в их известном на всю Москву салоне бывали Эльза Триоле, Луи Арагон, Сергей Параджанов, Андрей Вознесенский и многие деятели отечественной и мировой культуры.[53].
- № 8 — Жилой дом. Здесь жил историк В. М. Далин[54].
- № 10 — Жилой дом. Здесь жил советский и российский артист эстрады, фокусник-манипулятор Арутюн Акопян[55].
- № 12 — Бадаевский пивоваренный завод (1897—1898, арх Н. Е. Марков; 1875—1904, арх. А. Е. Вебер). В 1910 году главный корпус завода перестроен архитектором Р. И. Клейном, совместно с Г. П. Евлановым. В марте 2018 года компания Capital Group получила разрешение на развитие территории. Проект включает реставрацию нескольких исторических зданий, но предусматривает снос северных корпусов, а также строительство жилого здания на 35-метровых колоннах площадью 150 тыс. м². Против агрессивного вторжения в существующую застройку выступили эксперты, градозащитники и горожане, однако он поставлен в план на реализацию до 2023 года[56][57].
- № 18 — жилой дом, построен в 1946—1951 годах по проекту архитектора Д. Н. Чечулина. Согласно проекту, дом должна была венчать декоративная башенка, однако в ходе строительства от её возведения отказались. Ранее на этом месте стояла фабрика-кухня, построенная в формах конструктивизма в 1920-х годах[58]. Здесь жил театральный режиссер Б.А.Покровский (лауреат 4-х Сталинских премий, Ленинской премии, народный артист СССР), оперные певцы В.А.Атлантов (народный артист СССР) и Т.А.Милашкина (народная артистка СССР), живописец Т.Т.Салахов (Герой Соцтруда СССР, народный художник СССР и РФ), художник-монументалист И.Л.Лубенников (народный художник России).
- № 22 — Первоначально проектирование жилых домов № 22 и 24, рассматриваемых как архитектурный ансамбль и предназначавшихся для партийной элиты[59], велось с 1936 года по единому проекту З. М. Розенфельда, В. В. Извекова и Г. Я. Вольфензона. На стадии разработки технических чертежей авторы разделились — Вольфензон принял проектирование левой части (№ 24), а Розенфельд и Извеков стали работать над правой частью комплекса (№ 22). Строительство дома № 22 шло более высокими темпами — к середине 1941 года он был уже частично заселён. После войны строительство продолжили; окончательно дом сдали в 1947 году[60]. В доме жила режиссёр Александр Довженко вместе со своей супругой, актрисой Юлей Солнцевой[61]. Фото конца 1940-х годов.
- № 24 — Жилой дом (1946, архитектор З. М. Розенфельд). В доме жили журналист и дипломат А. Е. Бовин[62], врач, основоположник российской электрокардиографии Л. И. Фогельсон[63], терапевт Е. М. Тареев[64] и его дочь, нефролог И. Е. Тареева[65]. Фото конца 1940-х годов.
- Мемориальная доска с дома на Кутузовском проспекте в Москве, где жил Брежнев. Музей Берлинской стены. № 26 — Жилой дом (1947—1949, архитектор Г. Я. Вольфензон)[32][66] ЦК КПСС. В этом доме около 30 лет жил Генеральный секретарь ЦК КПСС Леонид Брежнев. После его смерти на фасаде была установлена мемориальная доска, демонтированная в 1988 году (сейчас находится в Берлине на Фридрихштрассе, 43)[67]. Мемориальная доска восстановлена по фотографиям и торжественно открыта 19 декабря 2013 года[68]. Здесь также жили Председатель КГБ СССР Ю. В. Андропов, Министр внутренних дел СССР Н. А. Щёлоков[69] (оба в том же подъезде что и Л. И. Брежнев), Министр обороны СССР А. А. Гречко и заведующий Общим отделом ЦК КПСС, в последующем, Генеральный секретарь ЦК КПСС К. У. Черненко (в 1950-х годах)[70], заведующий Отделом науки и учебных заведений ЦК КПСС С. П. Трапезников[71], ученый-химик Н. С. Ениколопов[72]. В 1987—2010 годах в доме жил писатель В. В. Карпов.
- № 28 — школьное здание (1963, архитектор А. Аврус)[73], ныне — школа № 1232. Неподалёку от здания расположен памятник Янке Купале.
- № 30/32 — жилой дом, построен в 1949 году по проекту архитекторов З. М. Розенфельда и А. В. Гуркова. Угловая часть дома вторит оформлению башенного объёма дома № 35. В 1951—1953 годах к дому пристроили новый корпус, выходящий фасадом на Окружную железную дорогу (авторы — архитекторы З. М. Розенфельд, Н. Г. Минаева, инженер Львов)[32][74]. В доме жили оперный певец Артур Эйзен[75], историк и дипломат И. И. Удальцов[76], терапевт Е. М. Тареев[64], последние годы жизни в нём провёл Н. А. Щёлоков, переехав из дома № 26 по Кутузовскому пр.
- № 32 — Сбербанк-Сити.
- № 38 — Музей-панорама «Бородинская битва» (1958—1962, архитекторы А. Р. Корабельников, А. А. Кузьмин, С. И. Кучанов, инженер-конструктор Ю. Е. Аврутин; разработка технического оснащения панорамного зала — архитектор В. П. Петропавловский)[32][77].
- № 40 — жилой дом, построенный для Министерства тяжелой промышленности. В настоящее время дом имеет адрес Площадь Победы дом 2.
- № 42/44 — Жилой дом ЦК КПСС. Одна из квартир (два этажа, пять комнат, соединённых внутренней лестницей и лифтом) принадлежала Л. И. Брежневу[78].
- № 48 — Торговый комплекс «Времена года» (2002—2007, архитекторы В. Плоткин, И. Деева, А. Бородушкин, Д. Казаков и другие)[79].
- № 88 — Торговый комплекс «Квадро» (2003, архитекторы В. Плоткин, И. Деева, А. Бородушкин)[80].

### Исторические и культурные объекты и памятники
- Московские Триумфальные ворота (впервые сооружены в 1829—1834 годах по проекту архитектора О. И. Бове в честь победы русского народа в Отечественной войне 1812 года. Разобраны в 1936 году. Копия ворот сооружена в 1966—1968 гг. — архитекторы В. Я. Либсон, И. П. Рубен, Г. Ф. Васильева, Д. Н. Кульчинский, инженеры М. Гранкина и А. Рубцова)[77].
- Парк Победы на Поклонной горе
- Центральный музей Великой Отечественной войны

### Библиотеки
- Центральная библиотека № 209 (экс—17; 35) имени Алексея Толстого.

## Памятники
- Обелиск «Москва — город-герой» (1977, архитекторы Г. А. Захаров, З. С. Чернышёва, скульптор А. Д. Щербаков)
- Памятник П. И. Багратиону (1999, скульптор М. К. Мерабишвили, архитектор Б. И. Тхор)

## Общественный транспорт
- Автобусы и электробусы Мосгортранс: м2, м7, 239, 297, 77, 103, 116, 157, 157к, 205, 231, 622, 641, 840, н2
- Автобусы ООО «Стартранс» (городские): 329, 341, 474
- Автобусы ООО «Стартранс» (пригородные): 818
- Автобусы ОАО «Группа Автолайн» (ООО «Трансавтолиз»): 464
- Автобусы ООО «ТМП № 20»: 325.
- Автобусы Мострансавто: 301, 339, 442, 454, 457
- Автобусы ОАО «Группа Автолайн» (ООО «Компания Автолайн»): 1265к
- Станции метро:
  -  Кутузовская /  Кутузовская
  -  Парк Победы
  -  Славянский бульвар